# Ватсон (лунный кратер)
Кратер Ватсон (лат. Watson) — ударный кратер в южной области обратной стороны Луны. Название присвоено в честь канадо-американского астронома Джеймса Крейга Уотсона (1838—1880) и утверждено Международным астрономическим союзом в 1970 г. Образование кратера относится к донектарскому периоду.

## Описание кратера
Ближайшими соседями кратера являются кратер Физо на северо-западе; кратер Липпман на северо-востоке; кратер Пецваль на востоке. Селенографические координаты центра кратера 62°35′ ю. ш. 124°03′ з. д. / 62,59° ю. ш. 124,05° з. д., диаметр 59,4 км, глубина 2,7 км.
За время своего существования кратер сильно разрушен, вал кратера потерял четкость очертаний и имеет вид скругленной неравномерной кромки. Высота вала над окружающей местностью 1220 м, объем кратера составляет приблизительно 3300 км³. Дно чаши кратера испещрено множеством мелких кратеров, в северо-восточной её части находится небольшой чашеобразный кратер, центральный пик отсутствует. К юго-восточной части кратера примыкает сателлитный кратер Ватсон G (см. ниже).

## Сателлитные кратеры
| Ватсон | Координаты                                             | Диаметр, км |
| ------ | ------------------------------------------------------ | ----------- |
| G      | 63°12′ ю. ш. 120°16′ з. д. / 63,2° ю. ш. 120,26° з. д. | 31,2        |

- Образование сателлитного кратера Ватсон G относится к раннеимбрийскому периоду[1].